# نوريجاي
نوريجاي (بالكورية: 노리개) ومعروف بأسم الفضيحة السرية (بالإنجليزية: The secret scandal) هو فيلم كوري جنوبي لعام 2013 يستند إلى قصة الممثلة جانغ جا يون. يصور الفيلم الجانب المظلم للسينما الكورية، بما في ذلك الاعتداء الجنسي ، حصلت الممثلة مين جي هيون على ترشيح لجائزة «أفضل ممثلة جديدة» في حفل توزيع جوائز الناقوس الكبرى الخمسين في عام 2013.

## القصة
ممثلة شابة (مين جي هيون) تنتحر، وتستجيب وسائل الإعلام من خلال الاستغلال الجنسي الذي يتعرضون له الفنانيين في صناعة الترفيه.  يتبين أن الممثلة قد تم إستغلالها بوحشية من قبل صحفي ومخرج فيلم ومنتج بث.  دون شهادة الضحية المتوفاة، يقف المتهم في المحكمة دون وجود تهم ضده، وتكون قاعة المحكمة في مأزق عندما لا يجرؤ أحد على الإدلاء بشهادته، لي جانغ هو (ما دونغ-سوك)، الذي كان يومًا ما صحفي مشهور، وهو الآن مذيع ويب على شبكة الإنترنت، يجري بحثًا عن أدلة قاطعة لإثبات حقيقة وفاة ويبدأ بالبحث عن يوميات الممثلة.  هل يستطيع أن يبرز الحقيقة ويحقق العدالة؟

## فرقة التمثيل

### الادوار الرئيسية
• ما دونغ سوك في دور لي جانغ هو
• لي سونغ يون في دور كيم مي هيون
• مين جي هيون في دور جونج جي هي

## روابط خارجية
- نوريجاي على موقع IMDb (الإنجليزية)
- نوريجاي على موقع روتن توميتوز (الإنجليزية)
- نوريجاي على موقع أول موفي (الإنجليزية)
- نوريجاي على موقع قاعدة بيانات الفيلم (الإنجليزية)
- نوريجاي على موقع ليتربوكسد (الإنجليزية)
- نوريجاي على موقع كينوبويسك (الروسية)

- نوريجاي على هانسينما
- نوريجاي  في قاعدة بيانات الأفلام على الإنترنت (بالإنجليزية)